# Eucalyptus acmenoides
Espèce
Classification phylogénétique
Eucalyptus acmenoides, le white mahogany ou barayly en anglais, est une espèce de plantes à fleurs du genre eucalyptus et de la famille des Myrtaceae. C'est un arbre commun dans l'est de l'Australie. On le trouve de Sydney au Queensland. Il pousse dans les sols profonds des régions humides.
On l'appelle le stringybark jaune en français mais c'est un nom qu'il partage avec Eucalyptus muelleriana et Eucalyptus umbra.

## Description
Il peut atteindre 50 mètres de hauteur, mais plus généralement il mesure entre 20 et 30 mètres. L'écorce est mince, gris fauve, et un peu filandreuse. Les feuilles alternes, pétiolées, lancéolées, brillantes, mesurent de à 13 cm de long. Les fleurs sont jaune vert.
Il est apprécié pour la grande qualité de son bois qui est utilisé à des fins diverses, y compris l'ingénierie lourde.